# Moneta coercervea
Moneta coercervea là một loài nhện trong họ Theridiidae.
Loài này thuộc chi Moneta. Moneta coercervea được Michael J. Roberts miêu tả năm 1978.